# Alexander Roda Roda
Pour les articles homonymes, voir Roda.
Alexander Roda Roda, né le 13 avril 1872 en Autriche-Hongrie à Drnowitz, dans le margraviat de Moravie (actuellement en République tchèque), et mort le 20 août 1945 à New York (États-Unis), est un écrivain autrichien.

## Biographie
Alexander Roda Roda a vécu et travaillé plus de trente ans en Slavonie (actuellement en Croatie), principalement à Osijek.

## Filmographie

### Acteur
- 1926 : Der Feldherrnhügel : Korpskomandant
- 1930 : Der falsche Feldmarschall : Der Feldmarschall
- 1931 : Meet the Sister : Postminister
- 1931 : The Theft of the Mona Lisa
- 1932 : Der Feldherrnhügel : Korpskommandant

### Scénariste

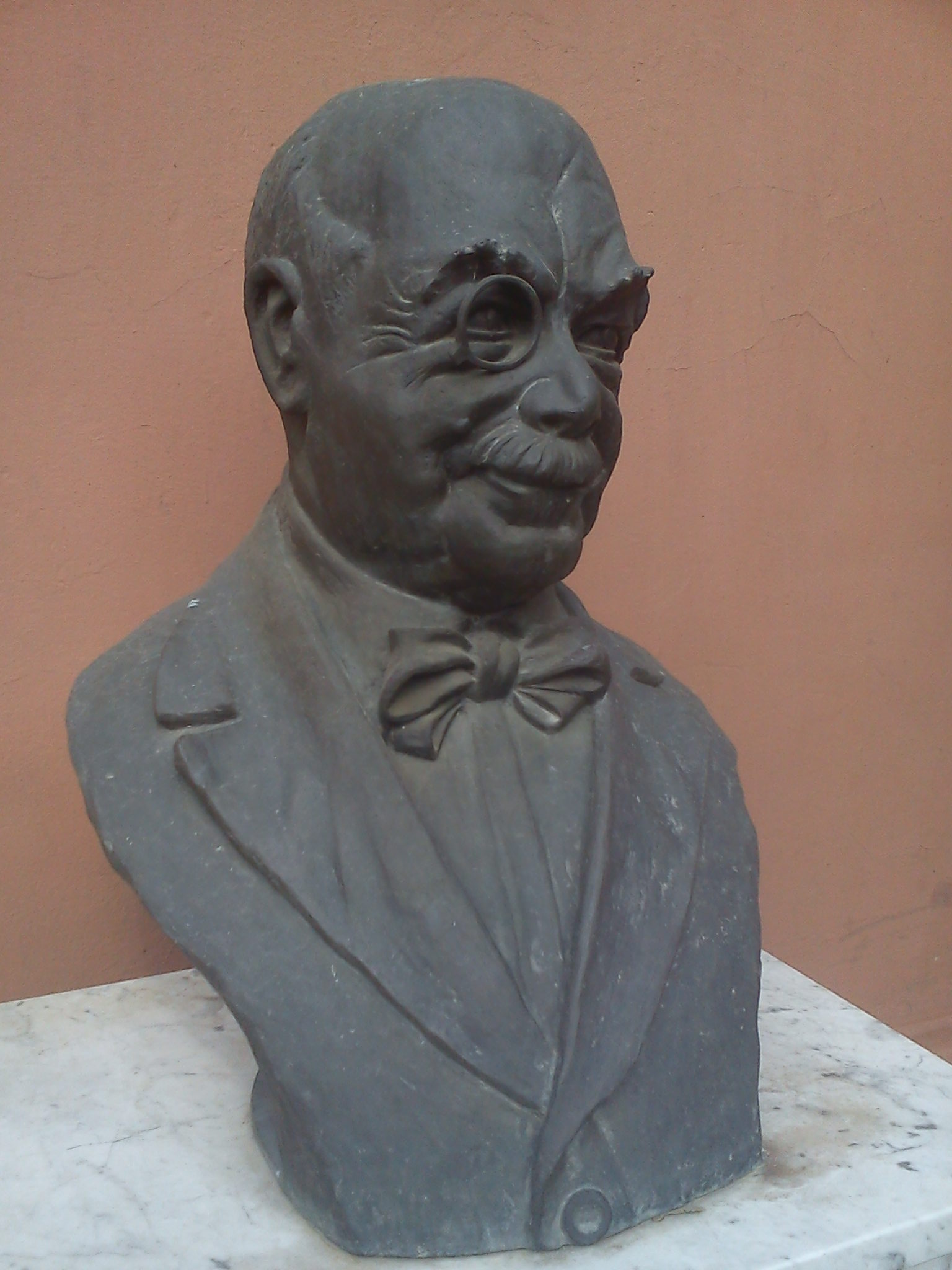
Roda Roda à Osijek.

- 1920 : Die Liebe vom Zigeuner stammt...
- 1926 : Der Feldherrnhügel de Hans Otto et Erich Schönfelder
- 1930 : Der falsche Feldmarschall
- 1931 : L'amour commande (Liebeskommando) de Géza von Bolváry
- 1931 : Meet the Sister
- 1932 : Der Feldherrnhügel d'Eugen Thiele
- 1953 : Der Feldherrnhügel de Ernst Marischka
- 1964 : Der Feldherrnhügel (téléfilm) de Karl Farkas
- 1970 : Der Feldherrnhügel (téléfilm) de Georg Wildhagen
- 1976 : Der Knabe mit den 13 Vätern (série télévisée)